# Gornje Zagorje
Gornje Zagorje – wieś w Chorwacji, w żupanii karlowackiej, w mieście Ogulin. W 2011 roku liczyła 297 mieszkańców.